# Ferri de Ludre
Ferri de Ludre, né le 11 août 1870 à Paris 8e et mort le 20 mai 1915 à Paris 7e, est un homme politique français de la IIIe République.

## Biographie

### Famille
Membre  de la famille de Ludre, il est le fils de Gaston de Ludre et d'Elisabeth de Beauvau-Craon. Il épouse le 29 mai 1894 Louise de Maillé de La Tour-Landry dont il a trois enfants : Jeanne (1895-1977), Thierry (1903-1940) et Jeanne-Marie (1913-1979).

## Carrière
Élève à l'École libre des Sciences politiques, il effectue  ensuite son service militaire au 5e régiment de Dragon à Compiègne. Riche propriétaire terrien, il est secrétaire général du syndicat des bouilleurs de cru de Meurthe-et-Moselle et membre de la société centrale d'agriculture du département et de la société des agriculteurs de France.
Maire de Richardménil, il est élu député de Nancy en avril 1902, au premier tour, avec l'étiquette de "républicain libéral" mais en 1910 il est qualifié par la préfecture de « réactionnaire » alors qu'il se qualifie de « républicain indépendant ». Il a fait partie du comité nancéien de la Ligue de la patrie française et il fait partie du comité directeur de l'Action libérale populaire, le parti des catholiques ralliés à la République, marqués par l'affaire Dreyfus et la loi de séparation de 1905, défenseurs de l'Église contre les radicaux-socialistes et leur politique anticléricale. Il vote aussi la réduction du service militaire à deux ans en 1905, choix qu'il regrette plus tard. Il se dit protectionniste, contre l'immigration étrangère mais pour l'assurance des accidents de travail et les retraites ouvrières et paysannes. Il a des liens avec les bonapartistes parisiens et avec le Prince Victor Napoléon.
Il est réélu en 1906 et en 1914. En décembre 1909, il est aussi élu conseiller général du canton de Nancy-Ouest.
Il est actionnaire  de la Presse de l'Est, qui édite à Nancy le quotidien catholique lié à l'ALP L'Éclair de l'Est.
Il meurt à Paris 7e le 20 mai 1915  (mort pour la France) et est inhumé à Ludres.

## Sources
- « Ferri de Ludre », dans le Dictionnaire des parlementaires français (1889-1940), sous la direction de Jean Jolly, PUF, 1960 [détail de l’édition]
- Dir. Jean El Gammal, François Roth et Jean-Claude Delbreil, Dictionnaire des Parlementaires lorrains de la Troisième République, Serpenoise, 2006 (ISBN 2-87692-620-2, OCLC 85885906, lire en ligne), p. 168-169